# Scenopinus alalacteus
Scenopinus alalacteus är en tvåvingeart som beskrevs av Kelsey 1969. Scenopinus alalacteus ingår i släktet Scenopinus och familjen fönsterflugor. Inga underarter finns listade i Catalogue of Life.